# Смирненський (Монтанська область)
Сми́рненський (болг. Смирненски) — село в Монтанській області Болгарії. Входить до складу общини Брусарці.

## Населення
За даними перепису населення 2011 року у селі проживали 497 осіб.
Національний склад населення села:
| Національність   | Кількість осіб | Відсоток |
| ---------------- | -------------- | -------- |
| болгари          | 490            | 98,8%    |
| інша             | 4              | 0,8%     |
| не визначились   | 0              | 0%       |
| Всього відповіли | 496            |          |

Розподіл населення за віком у 2011 році:
Динаміка населення: